# Frostskinn
Frostskinn (Sphaerobasidium minutum) är en svampart som först beskrevs av J. Erikss., och fick sitt nu gällande namn av Oberw. ex Jülich 1979. Enligt Catalogue of Life ingår Frostskinn i släktet Sphaerobasidium,  och familjen Hydnodontaceae, men enligt Dyntaxa är tillhörigheten istället släktet Sphaerobasidium,  och familjen Sistotremataceae. Arten är reproducerande i Sverige. Inga underarter finns listade i Catalogue of Life.